# Björkkalven
Björkkalven är en sjö i Säters kommun i Dalarna och ingår i Dalälvens huvudavrinningsområde.